# Donald L. Ritter

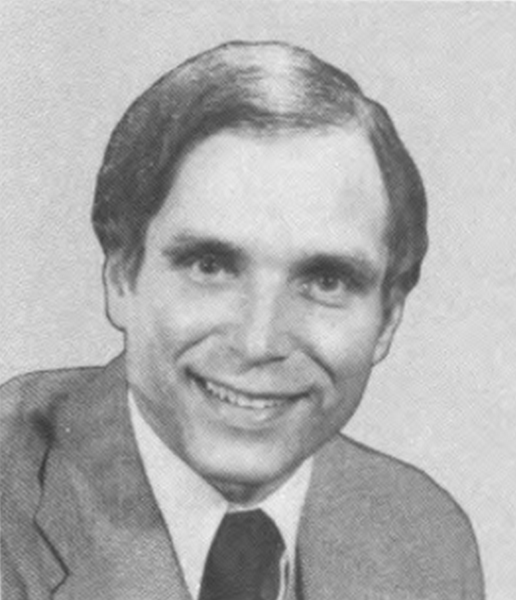
Donald L. Ritter

Donald Lawrence Ritter (* 21. Oktober 1940 in New York City) ist ein US-amerikanischer Politiker. Zwischen 1979 und 1993 vertrat er den Bundesstaat Pennsylvania im US-Repräsentantenhaus.

## Werdegang
Donald Ritter besuchte die öffentlichen Schulen seiner Heimat und studierte danach bis 1961 an der Lehigh University in Bethlehem. Daran schloss sich bis 1966 ein Studium am Massachusetts Institute of Technology an. Dort war er von 1961 bis 1968 auch Forschungsassistent. In den Jahren 1967 und 1968 war er als Austauschstudent am Baikov Institut in Moskau. Danach lehrte er an der California State Polytechnic University in Pomona. Gleichzeitig war er Berater der Firma General Dynamics. Von 1969 bis 1976 lehrte er das Fach Metallurgie an der Lehigh University. Anschließend war er bis 1978 Manager des Forschungsprogramms dieser Universität. Außerdem fungierte er als Berater einiger Industrieunternehmen.
Politisch wurde Ritter Mitglied der Republikanischen Partei. Bei den Kongresswahlen des Jahres 1978 wurde er im 15. Wahlbezirk von Pennsylvania in das US-Repräsentantenhaus in Washington, D.C. gewählt, wo er am 3. Januar 1979 die Nachfolge des Demokraten Fred B. Rooney antrat. Nach sechs Wiederwahlen konnte er bis zum 3. Januar 1993 sieben Legislaturperioden im Kongress absolvieren. Dort war er zeitweise Mitglied im Ausschuss für Energie und Handel sowie im Ausschuss für Wissenschaft und Technologie. Er setzte sich weltweit für Menschenrechte ein und verurteilte den sowjetischen Einmarsch in Afghanistan. Ritter galt als konservativer Abgeordneter. Im Jahr 1992 wurde er nicht wiedergewählt.
Nach dem Ende seiner Zeit im US-Repräsentantenhaus gründete Donald Ritter das National Environmental Policy Institute, das er bis 2002 leitete. 1996 gründete er die Afghanistan Foundation. Dort war bzw. ist er auch wirtschaftlich engagiert. Nach den Terroranschlägen am 11. September 2001 verbrachte er viel Zeit in Afghanistan. Heute lebt er in Coopersburg. Aus seiner früheren Ehe hat er zwei erwachsene Kinder.